# Assenede
Assenede és un municipi belga de la província de Flandes Oriental a la regió de Flandes.

## Seccions
| #   | Nom        | Extensió km² | Població (01/04/2006) |
| --- | ---------- | ------------ | --------------------- |
| I   | Assenede   | 32,18        | 5846                  |
| II  | Boekhoute  | 16,27        | 2029                  |
| III | Bassevelde | 21,94        | 2972                  |
| IV  | Oosteeklo  | 16,82        | 2707                  |

## Evolució demogràfica
- Font:NIS
- 1977: annexió de Bassevelde, Boekhoute i Oosteeklo

 A Wikimedia Commons hi ha contingut multimèdia relatiu a: Assenede